# Чемпионат России по самбо 1995
Чемпионат России по самбо 1995 года среди мужчин прошёл в Туле 24-25 июня.

## Медалисты
| Весовая категория | Золото                      | Серебро                        | Бронза                         |
| ----------------- | --------------------------- | ------------------------------ | ------------------------------ |
| до 48 кг          | Магомед Карлаев Астрахань   | Александр Прилепов Брянск      |                                |
| до 52 кг          | Олег Васюков Тула           | Алексей Голованов Екатеринбург |                                |
| до 57 кг          | Дамир Гильванов Новокузнецк | Дмитрий Колмогоров Курган      |                                |
| до 62 кг          | Сергей Жарков Выкса         | Роман Арзамазов Рыбинск        | Василий Угольников Краснокамск |
| до 68 кг          | Ашот Маркарьян Армавир      | Сергей Данилик Екатеринбург    | Александр Лебедев Кстово       |
| до 74 кг          | Валерий Белов Владимир      | Николай Игрушкин Кстово        |                                |
| до 82 кг          | Гусейн Хайбулаев Краснодар  | Игорь Куринной Москва          |                                |
| до 90 кг          | Сергей Лоповок Кстово       | Александр Елизаров Дзержинск   |                                |
| до 100 кг         | Михаил Илюхин Тула          | Мурат Озов Карачаево-Черкесия  |                                |
| свыше 100 кг      | Мурат Хасанов Майкоп        | Магомедхан Гамзатханов Тула    |                                |